# Ruine Homburg
Die Ruine Homburg, auch Neu-Homberg genannt, liegt in der Schweizer Gemeinde Läufelfingen im Kanton Basel-Landschaft.

## Lage
Die Ruine der Höhenburg befindet sich auf 650 m ü. M. über der engsten Stelle des nach ihr benannten Homburgertals. Von den SBB-Stationen Buckten und Läufelfingen sowie von Bad Ramsach aus erreicht man sie zu Fuss in ca. 30 Minuten. Die Wege sind gelb ausgeschildert. Von der Aussichtsplattform des Wohnturms hat man einen Blick auf die umgebenden Jurahöhen.

## Geschichte
Die Burg wurde 1240 durch Graf Hermann IV. von Frohburg erbaut. Er nannte sie Neu-Homberg und übernahm für sich den Namen von Homberg von seiner Gattin, der Erbtochter der Grafen von (Alt-)Homberg im Fricktal, einem Zweig der Grafen von Thierstein. 1303 wurde die Burg mit den umliegenden Dörfern an den Bischof von Basel verkauft. 1400 ging sie in den Besitz der Stadt Basel über und diente für die nächsten 400 Jahre als Sitz der Landvögte, die in ihrem Auftrag die Amtei Homburg verwalteten. Auf Grund von Grenzkonflikten mit den benachbarten Solothurnern im 15. und 16. Jahrhundert wurde die Burganlage erweitert und verstärkt. 1798 gab Basel die Burg – oder das Schloss, wie man es inzwischen nannte – als Wohnsitz des Landvogts auf. Nachdem alles noch Brauchbare ausgeräumt und versteigert worden war, zündete die Dorfbevölkerung in der Nacht vom 23. zum 24. Januar 1798 das verhasste Schloss an. Der Geist der Französischen Revolution hatte auch hierzulande die Bevölkerung gegen die Obrigkeit aufgebracht. Die Brandruine wurde in der Folge als Steinbruch genutzt und zerfiel zusehends. Von privater Seite wurden in den 1930er Jahren erstmals Restaurierungsarbeiten vorgenommen. 1941 übernahm der Kanton Basel-Landschaft die Homburg und sorgt seither für deren Unterhalt. 2008–2010 wurde die Anlage einer gründlichen baugeschichtlichen Untersuchung und Restaurierung unterzogen.

## Aussichtsplattform
43 Treppenstufen führen zur Aussichtsplattform in 8,5 Meter Höhe.
Von dieser Plattform hat man eine Aussicht auf die Dörfer Läufelfingen und Buckten sowie auf diverse Hügel des Basler Juras.

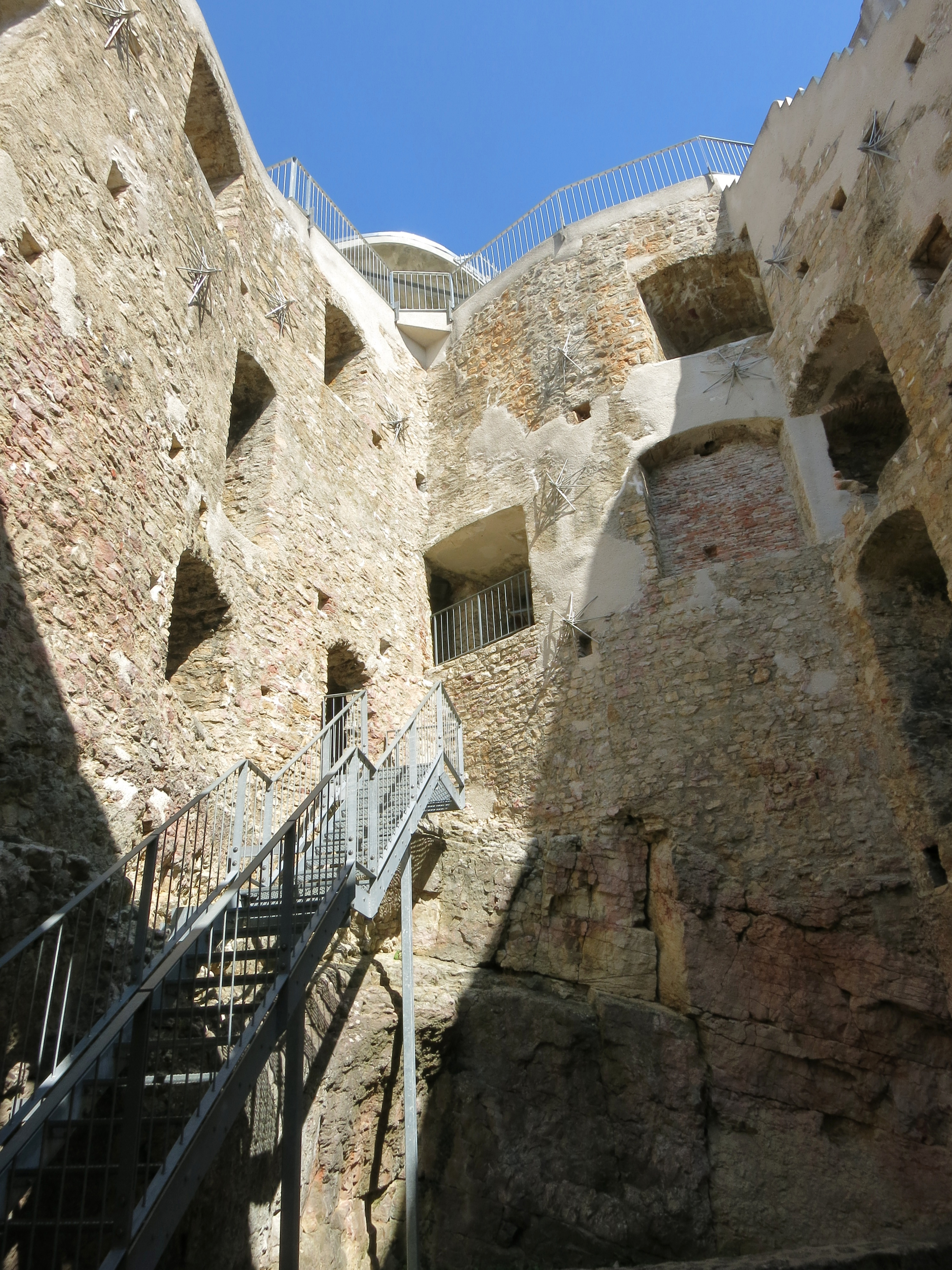
Innenbereich
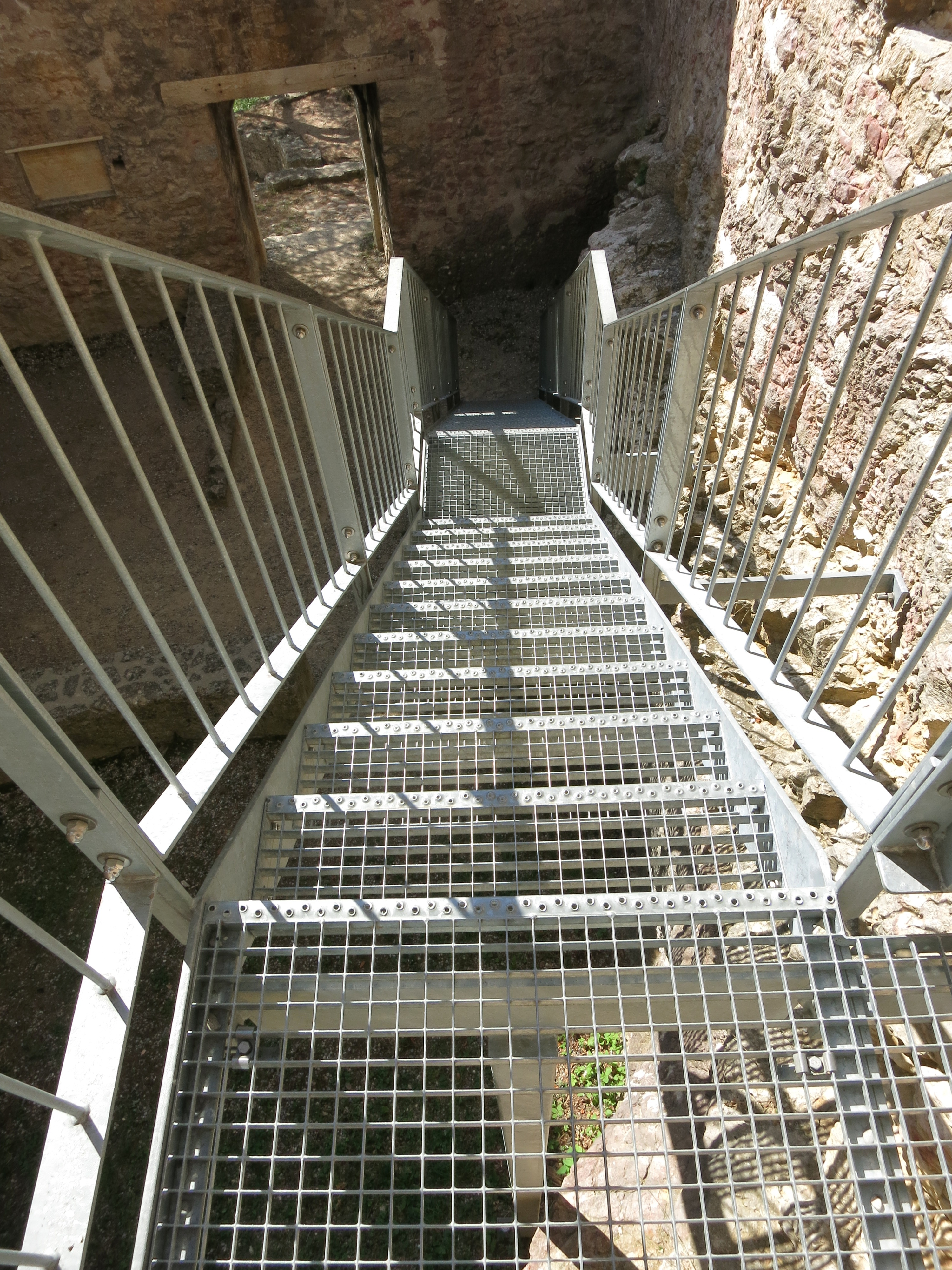
Untere Treppe
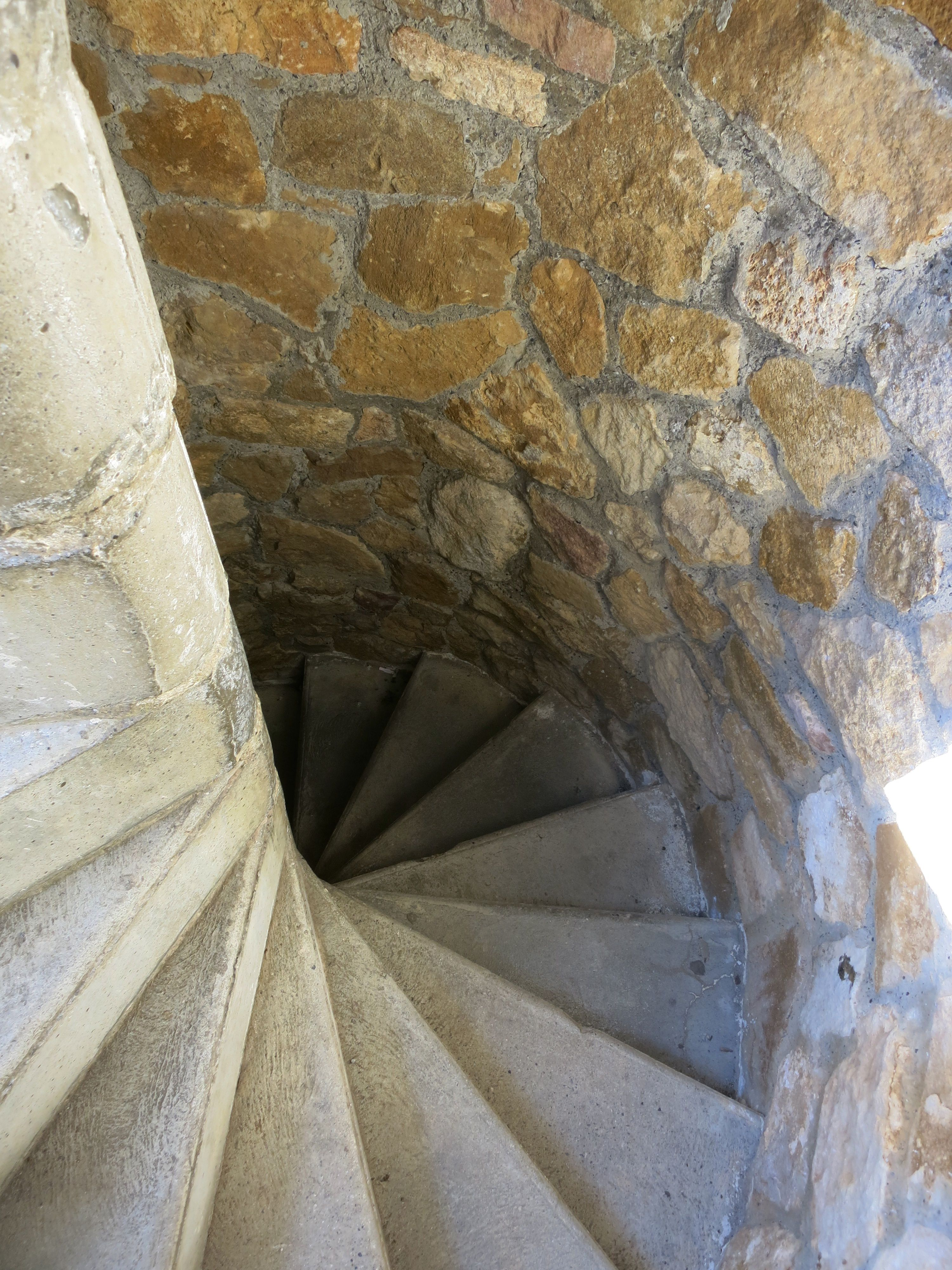
Obere Treppe
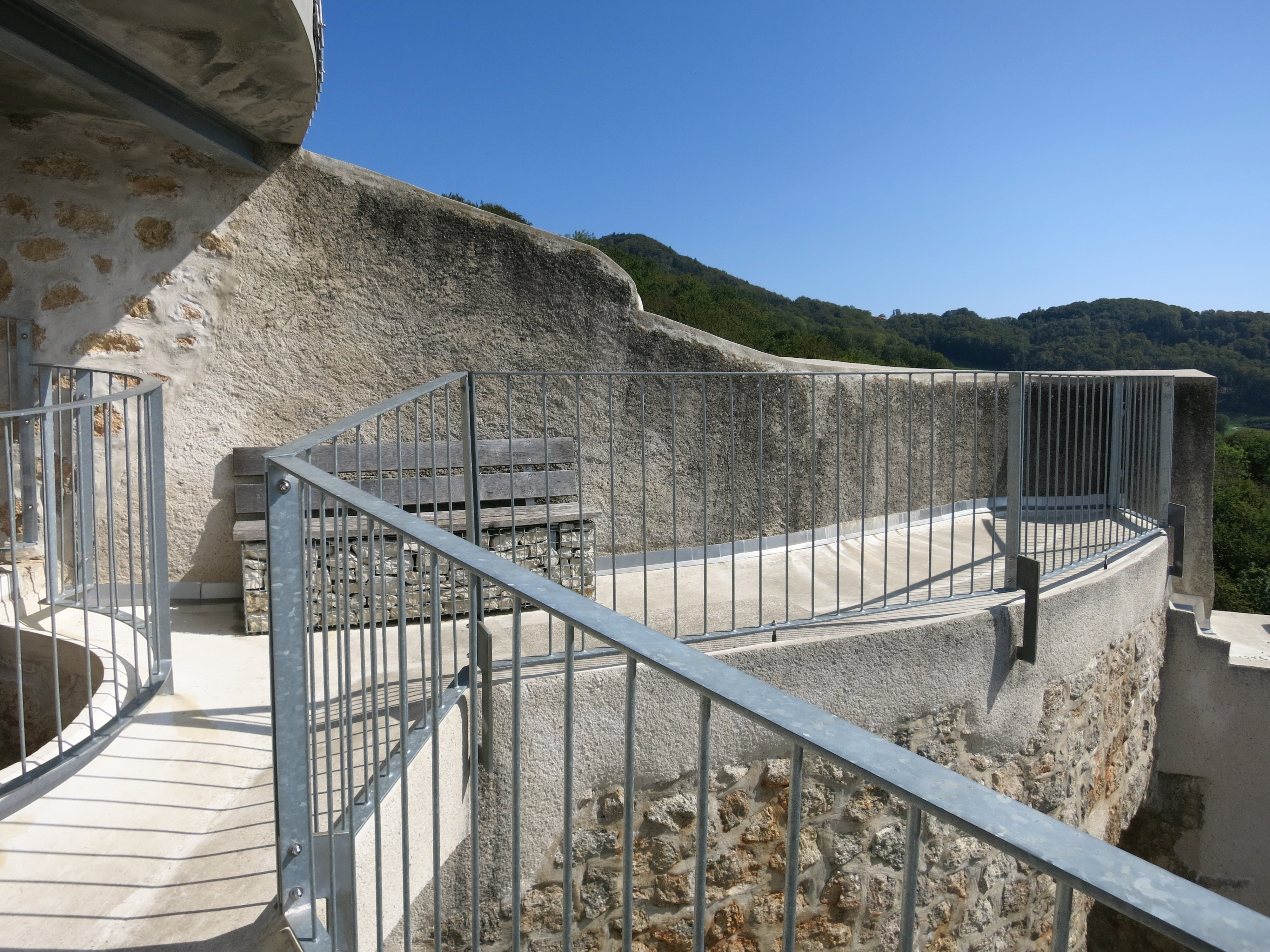
Aussichtsplattform

## Anlage
Die jederzeit zugängliche Ruine besteht aus mehreren Gebäudeteilen; am eindrucksvollsten ist der mächtige, dreigeschossige Wohnturm mit seinen bis zu drei Meter starken Mauern. Der Wohnturm, die Nebengebäude, die Ringmauer und die Toranlagen lassen erahnen, wie imposant die Anlage früher einmal war.

## Landvögte
Im Jahr 1400 richtete die Stadt Basel in der Homburg einen Landvogteisitz ein. In den folgenden 400 Jahren wurde die Amtei Homburg durch Landvögte verwaltet, welche auf dem Schloss wohnten und zuerst aus der Mitte des kleinen Rates, später aus der Bürgerschaft Basels gewählt wurden.
| - 1401 Klaus Hurni - 1422 Hans Fürnau - 1423 Hans zur Sonnen - 1426 Heinrich von Itingen - 1429 Wernli Matt - 1436 Balthasar Schilling - 1440 Klaus Stör - 1452 Hans Eschling - 1458 Thüring Ehrenmann - 1463 Hans von Gilgenberg - 1464 Klaus von Biederthal - 1468 Konrad Freuler - 1472 Bernhard Iselin - 1486 Heinrich von Arx - 1496 Wernlin Hochherr - 1499 Hans Heiss | - 1515 Theobald von Arx - 1522 Gregorius Sohem - 1527 Bartholome Schönberg - 1529 Bartholome Zink - 1537 Lux Dirsum - 1538 Georg Wildeisen - 1541 Sebastian Krug - 1542 Martin Hagenbach - 1549 Jakob Ottendorf - 1554 Bernhard Brand - 1557 Konrad Schlücklin - 1567 Hans Jakob Keller - 1578 Bernhard Gebhard - 1580 Hans Ludwig Iselin - 1595 Theodor Brand | - 1603 Niklaus Werenfels - 1611 Oswald Wachter - 1618 Jeremias Fäsch - 1632 Adelberg von Kilch - 1633 Hans-Jakob Zöglin - 1636 Hans Kaspar Fäsch - 1647 Bernhard Brand - 1655 Hans Rudolf Battier - 1656 Daniel Burkhard - 1656 Philipp Ramspeck - 1661 Friedrich Bugger - 1671 Georg Senn - 1682 Ulrich Weitnauer |